# Surameryx acrensis
Surameryx acrensis Prothero et al., 2014 è un mammifero erbivoro estinto, appartenente agli artiodattili. Visse nel Miocene superiore (tra Tortoniano e Messiniano, 11,608-5,332 milioni di anni fa) e i suoi resti fossili sono stati ritrovati in Sudamerica.
È uno dei pochi mammiferi non sdentati o marsupiali vissuti in Sudamerica prima del Pliocene.

## Descrizione
Questo animale è noto solo per una mandibola sinistra quasi completa, ed è quindi impossibile una ricostruzione dettagliata dell'animale. In ogni caso, la mandibola ricorda quella di altri animali simili provenienti dal Nordamerica, come Barbouromeryx, noti per numerosi resti fossili. Si suppone quindi che Surameryx fosse un animale vagamente simile a un cervo, dotato di due corna poste nella zona delle orbite e probabilmente una sporgenza ossea posteriore.
La mandibola di Surameryx ricorda quella di Barbouromeryx nella fila di premolari non ridotta se comparata alla fila di molari; era inoltre presente la caratteristica "Palaeomeryx fold", una cresta tipica dei molari di numerosi ruminanti primitivi, e un solco verticale sulla superficie posteriore e interna del quarto premolare. Surameryx, tuttavia, differiva da tutti gli altri animali simili per la forma dei molari e dei premolari, molto larghi, e un processo coronoide corto e solo leggermente ricurvo verso l'alto; gli stilidi, inoltre, erano più grandi che nelle forme simili.

## Tassonomia
Surameryx acrensis venne descritto per la prima volta nel 2014, sulla base di una mandibola fossile rinvenuta nella formazione Madre de Dios lungo il fiume Acre, nella zona tra Cobija (Bolivia) e Assis (Brasile). Surameryx è un rappresentante dei dromomericidi, una famiglia di artiodattili miocenici affini ai cervidi, dotati di proiezioni ossee nella parte posteriore del cranio e di corna sopraorbitali, precedentemente noti solo in Nordamerica e (forse) in Asia. Surameryx era un membro dei cranioceratini, un gruppo di dromomericidi dotato di un'appendice nucale; tra questi ultimi, sembra che le parentele più strette siano con Barbouromeryx trigonocorneus, un cranioceratino primitivo del Miocene inferiore - medio (20 - 16 milioni di anni fa).

## Significato dei fossili
La scoperta di un dromomericide in Sudamerica è eccezionale; fino al 2014 erano stati rinvenuti solo sporadici resti di mammiferi placentali non appartenenti agli sdentati in Sudamerica in strati antecedenti al Pliocene. Ciò significa che il Grande Scambio Faunistico Americano, ritenuto fino al 2014 un evento del tardo Pliocene (circa 3 milioni di anni fa), iniziò in realtà molto prima (almeno nel Miocene superiore, circa 10 milioni di anni fa). La presenza di Surameryx nel bacino amazzonico è una prova di questo interscambio miocenico, già indicata dalla presenza di esemplari coevi di proboscidati (Amahuacatherium), pecari e tapiri in Sudamerica e bradipi terricoli in Nordamerica. Sembra che i dromomericidi non riuscirono a colonizzare con successo il Sudamerica, mentre vi riuscirono i proboscidati (sopravvissuti fino in epoca storica), i pecari e i tapiri (attualmente presenti in Sudamerica).